# 毛玻璃樣肝細胞

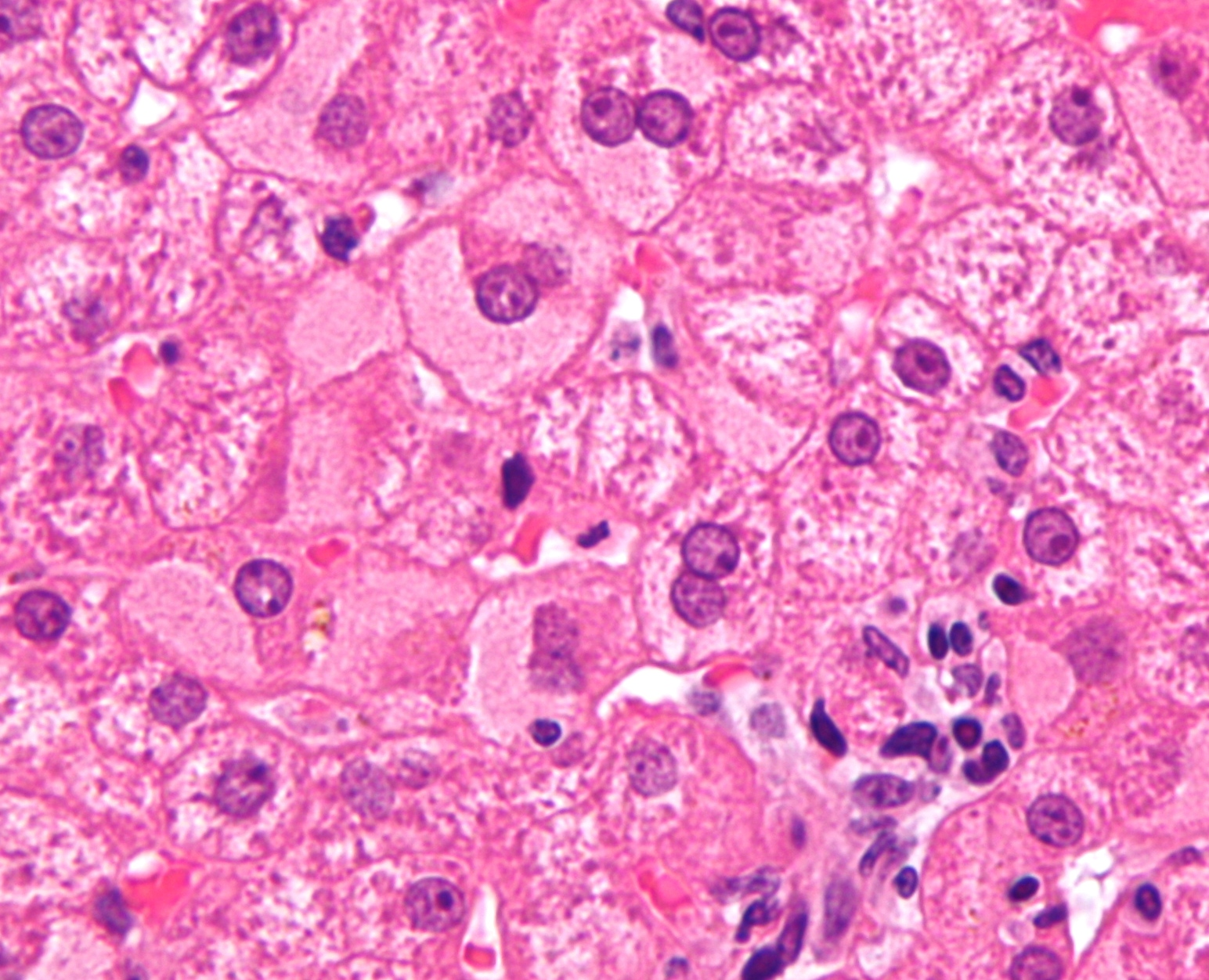
毛玻璃樣肝細胞的顯微鏡圖，H&E染色。

毛玻璃樣肝細胞（ground glass hepatocyte，簡寫GGH）是肝臟病理學中描述光學顯微鏡下肝細胞的細胞質看起來扁平、均質且模糊的樣子。細胞質中均質的嗜酸性顆粒常是由內質網中的HBsAg造成的。這種型態的肝細胞通常和乙型肝炎很有關係，但也可能是藥物造成的。在B型肝炎感染的案例中，毛玻璃樣肝細胞只會出現在慢性感染，急性B型肝炎感染並不會出現此種特徵。毛玻璃樣肝細胞最早由哈吉延尼斯（S. Hadziyannis）等人於1973年描述。

## 毛玻璃樣肝細胞的種類
目前毛玻璃樣肝細胞能被分為以下兩類：
- 第一型：毛玻璃樣肝細胞零星散布在組織中，Pre-S2免疫染色呈弱陽性。
- 第二型：毛玻璃樣肝細胞聚集成簇，Pre-S2免疫染色呈陰性反應。

一些證據指出第二型毛玻璃樣肝細胞有轉變為肝細胞癌的傾向。

## 圖片集

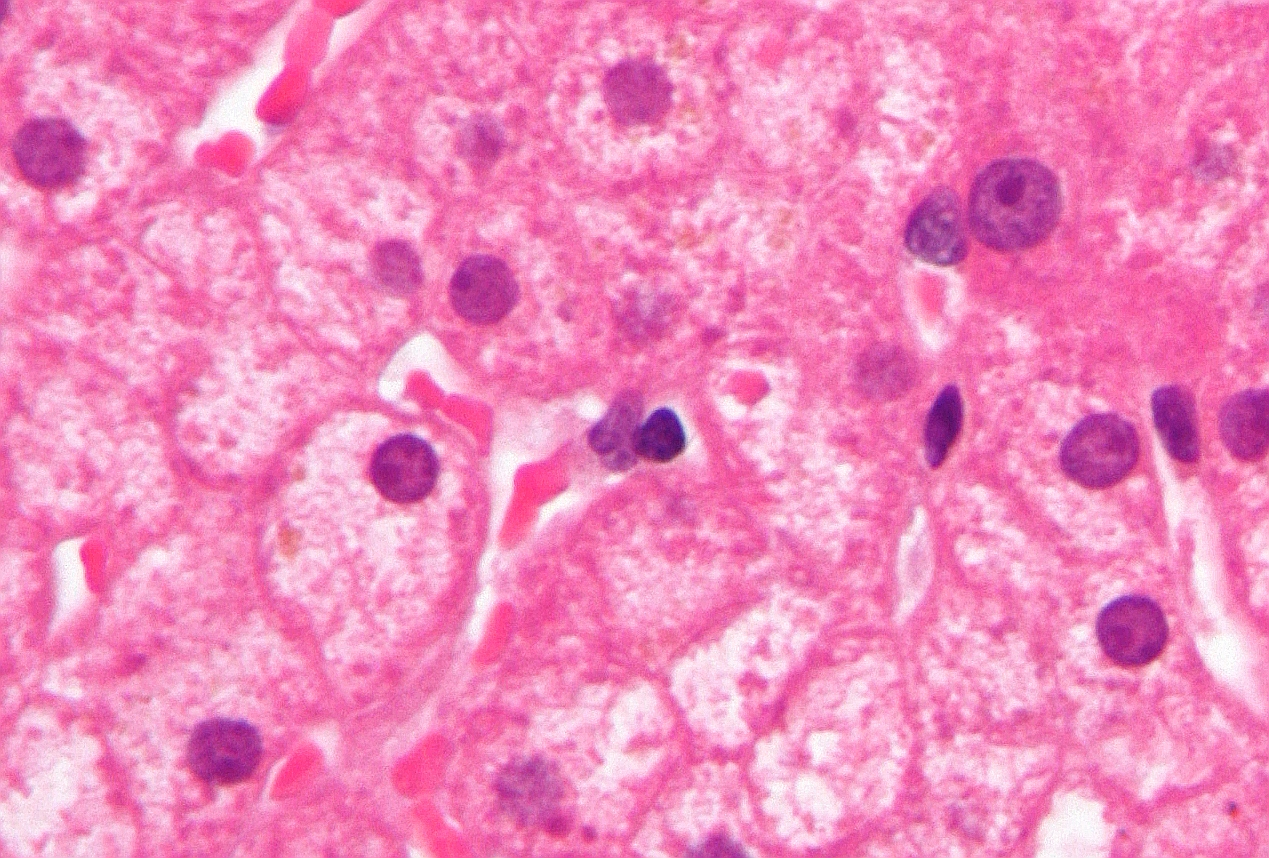
毛玻璃樣肝細胞的顯微鏡圖，H&E染色。
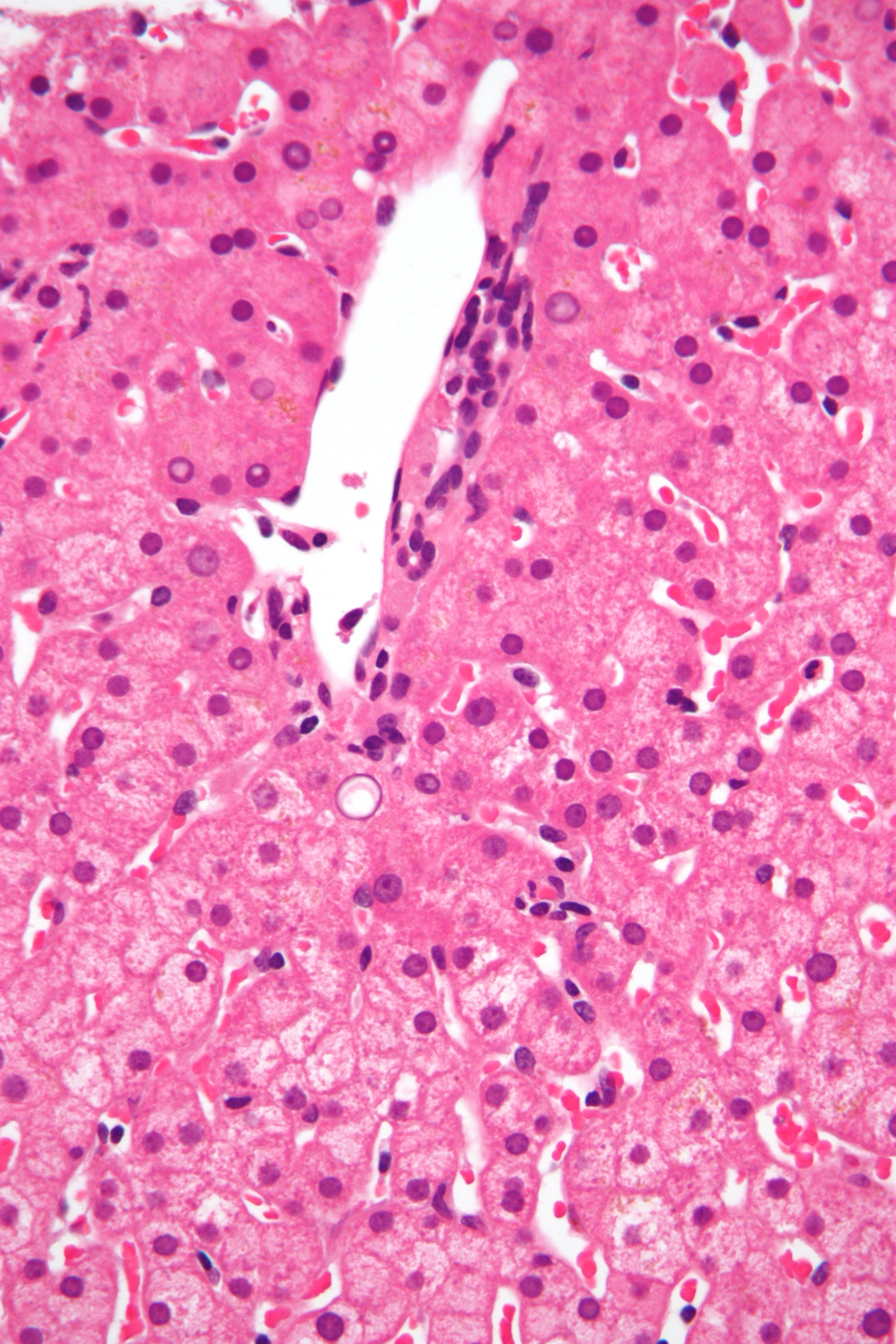
毛玻璃樣肝細胞的顯微鏡圖，H&E染色。
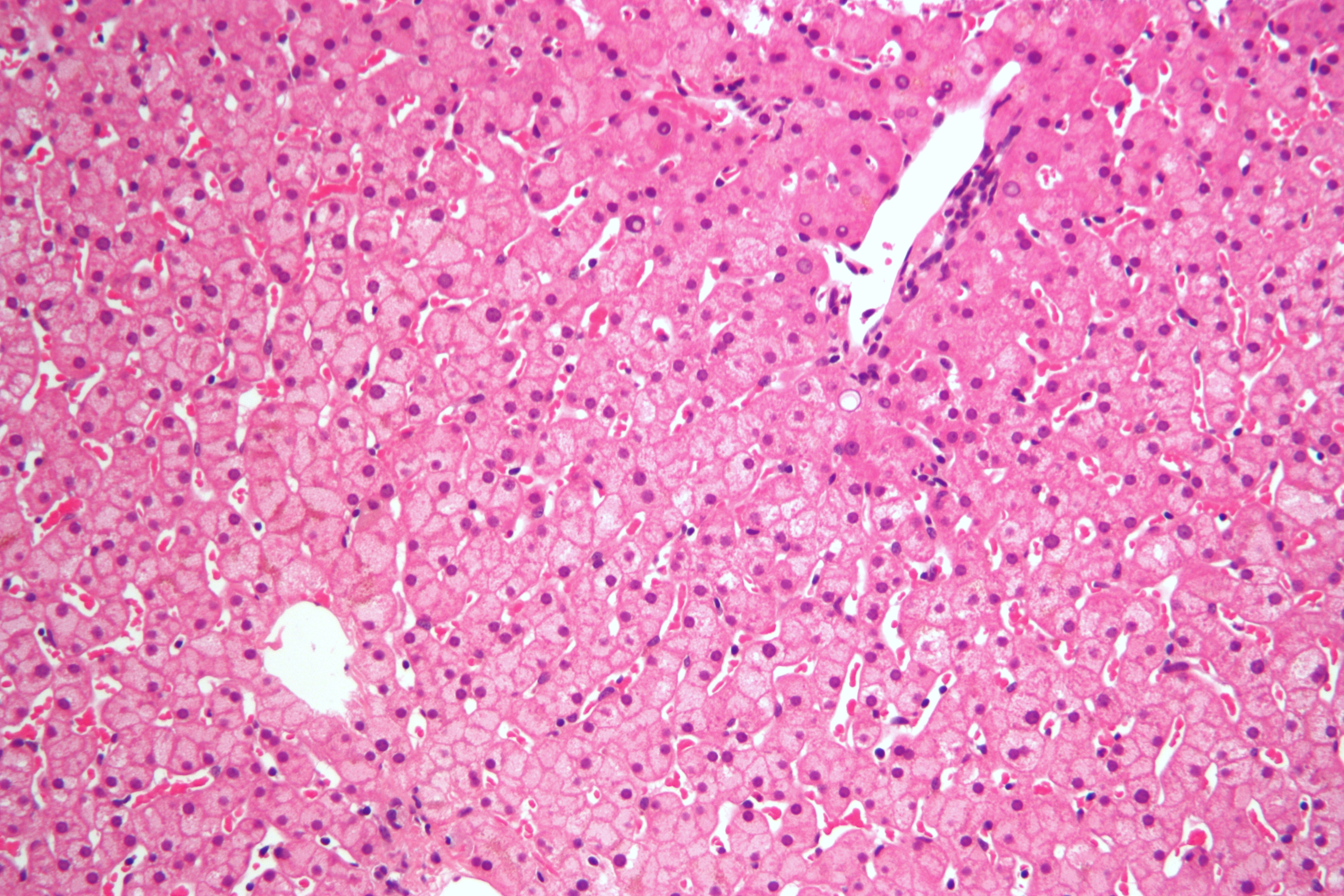
毛玻璃樣肝細胞的顯微鏡圖，H&E染色。

## 外部連結
- 毛玻璃樣肝細胞的圖片 - med.ohio-state.edu.
- 慢性肝炎 - pathconsultddx.com.